# Turning Point 2004
Turning Point (2004) was een professioneel worstel-pay-per-view (PPV) evenement dat georganiseerd werd door Total Nonstop Action Wrestling (TNA). Het was de eerste editie van Turning Point en vond plaats op 5 december 2004 in de TNA iMPACT! Zone in Orlando, Florida.

## Matches
| Nr. | Match | Winnaar(s)                              | Opmerkingen                                             | Bron  |
| --- | --- | --------------------------------------- | ------------------------------------------------------- | ----- |
| 1   | Team Canada (Eric Young & Bobby Roode) (met Coach D'Amore) vs. 3Live Kru (B.G. James & Ron Killings) (c) (met Konnan) | Team Canada (nc)                        | Tag team match voor het NWA World Tag Team Championship | [ 1 ] |
| 2   | Sonny Siaki, Héctor Garza & Sonjay Dutt vs. Kid Kash, Michael Shane & Kazarian (met Traci Brooks)                     | Sonny Siaki, Héctor Garza & Sonjay Dutt | 6-man tag team match.                                   | [ 1 ] |
| 3   | Monty Brown vs. Abyss                                                                                                 | Monty Brown                             | Serengeti Survival match.                               | [ 1 ] |
| 4   | Pat Kenney & Johnny B. Badd vs. The New York Connection (Johnny Swinger & Glenn Gilbertti) (met Stephanie Trinity)    | Pat Kenney & Johnny B. Badd             | Tag team match met Jacqueline als gastscheidsrechter.   | [ 1 ] |
| 5   | Diamond Dallas Page vs. Raven                                                                                         | Diamond Dallas Page                     | Een-op-een match.                                       | [ 1 ] |
| 6   | Petey Williams (c) (met Coach D'Amore) vs. Chris Sabin                                                                | Petey Williams                          | Een-op-een match voor het TNA X Division Championship.  | [ 1 ] |
| 7   | A.J. Styles, Jeff Hardy & Randy Savage vs. Jeff Jarrett, Kevin Nash & Scott Hall                                      | A.J. Styles, Jeff Hardy & Randy Savage  | 6-man tag team match.                                   | [ 1 ] |
| 8   | America's Most Wanted (Chris Harris & James Storm) vs. Triple X (Christopher Daniels & Elix Skipper)                  | America's Most Wanted                   | Six Sides of Steel match.                               | [ 1 ] |